# 天津市人民政府驻沈阳办事处
天津市人民政府驻沈阳办事处，是中华人民共和国天津市人民政府驻沈阳市的办事处，该办事处负责领导联络协调、招商引资、信息调研、对外宣传、接待服务以及服务驻沈阳市天津企业等相关事项。该办事处为副局级单位。

## 历史沿革
历史上，1982年11月至1994年10月期间，天津市人民政府建立了驻沈阳和驻黑龙江办事处。其中，驻黑龙江办事处在1996年之前分别由天津市对外经济贸易委员会和天津市电子仪表局负责组建及管理。2001年，天津市人民政府驻黑龙江省办事处被裁撤。经过调整后保留了天津市人民政府驻沈阳市办事处。2003年，保留天津市人民政府驻沈阳市办事处。

## 联系区域
目前，天津市人民政府驻沈阳办事处负责联系辽宁省、吉林省和黑龙江省三省。